# Vlaamse verkiezingen 2014/Kandidatenlijsten/UF
Dit zijn de kandidatenlijsten van de Union des Francophones voor de Vlaamse verkiezingen van 2014. De partij dient enkel een kieslijst in voor de kieskring Vlaams-Brabant. De verkozenen staan vetgedrukt.

## Vlaams-Brabant

### Effectieven
1. Christian Van Eyken (FDF)
2. Elisabeth d'Ursel (MR)
3. Georgios Karamanis (PS)
4. Anne Sacré (cdH)
5. Grégory Boen (FDF)
6. Guy Pardon (MR)
7. Denis Nanga (PS)
8. Josianne Blanche (cdH)
9. Bernadette Cowé (FDF)
10. Nicole Roland (MR)
11. Roberto Galluccio (PS)
12. Eric Misonne (cdH)
13. Caty Khoudiacoff (FDF)
14. Lydie De Smet (MR)
15. Sitto Can (PS)
16. Alain Stubbe (cdH)
17. Anne-Marie Mestdag (PS)
18. Philippe Thiéry (FDF)
19. Chantal Ochelen (cdH)
20. Frédéric Petit (MR)

### Opvolgers
1. Jean-Pierre Butaye (cdH)
2. Nahyd Meskini (PS)
3. Paul Sedyn (MR)
4. Josiane D'Hont (onafhankelijk)
5. Pierre Thienpont (cdH)
6. Annick Bonvalet-Comély (PS)
7. Laura Borgers (MR)
8. Cynthia Kiss (FDF)
9. Annie Mathieu (cdH)
10. Cyriac Lusilu (PS)
11. Paul Opoczynski (MR)
12. Véronique Janssens (FDF)
13. Joëlle Van Duijfhuijs (cdH)
14. Pasquale Nardone (PS)
15. Jean Cornand (onafhankelijk)
16. Georges Clerfayt (FDF)